# JAC Port-Gentil
Der Jeunesse Athletic Club Port-Gentil ist ein gabunischer Fußballklub mit Sitz in der Hafenstadt Port-Gentil innerhalb der Provinz Ogooué-Maritime.

## Geschichte
Der Klub wurde zwar ursprünglich in Libreville gegründet, zog aber kurz danach nach Port-Gentil um. Zur Saison 1984/85 schaffte die erste Mannschaft den Aufstieg in die noch relativ neue erste Liga des Landes. Nach einigen Positionierungen im unteren Tabellenfeld gelang im Anschluss an die Saison 1987/88 mit 31 Punkten der zweite Platz. Bis zur Saison 1988/89 trug der Klub den Namen AS OPRAG Port-Gentil danach wurde der Klub in JAC Port-Gentil umbenannt. Der größte Erfolg in der Geschichte des Klubs war schließlich die Meisterschaft in der Spielzeit 1989/90. Im Anschluss an diese sehr gute Leistung folgte in der Folgesaison mit 13 Punkten jedoch direkt über den Vorletzten Platz der Abstieg in die Zweite Liga. Seitdem gelang keine Rückkehr mehr in die oberen Liga des Landes, auch im Pokal taucht der Klub nicht mehr auf. Ob er noch existiert oder mittlerweile aufgelöst wurde, ist nicht bekannt.